# Ikkō Narahara

Ikkō Narahara

Ikkō Narahara (japanisch 奈良原 一高, Narahara Ikkō; geboren 3. November 1931 in Ōmuta (Präfektur Fukuoka); gestorben 19. Januar 2020) war ein japanischer Fotograf.

## Leben und Wirken
Ikkō Narahara machte 1954 seinen Studienabschluss an der Juristischen Fakultät der Chūō-Universität. Er wechselte zu Waseda-Universität und belegte den Masterkurs in Kunst. Im folgenden Jahr beteiligte er sich an der Gründung der Gruppe „Jitsuzaisha“  (実在者) – „Die Realisten“, zusammen mit den Künstlern Masuo Ikeda und Ay-O.
1956 wurde seine Einzelausstellung „Ningen no tochi“ (人間の土地) – „Das Land der Leute“ gut aufgenommen und in der Zeitschrift „Asahi Camera“ besprochen. 1958 gewann er den Preis der „Japan Photography Critics’ Association“ (日本写真批評家協会、Nihon shashin hihyōka kyōkai) für seine Einzelausstellung „Ōkoku“ (王国) – „Königreich“. Narahara schloss sich 1959 der VIVO, eine Selbstvermarktungsgruppe von Fotografen, an. 1959 war er auch auf der Fotoabteilung der Biennale von Venedig zu sehen. Sein „Kaosu no chi“ (カオスの地) – „Land des Chaos“ wurde als Serie in Asahi Camera abgedruckt.
Von 1962 bis 1965 lebte Narahara in Paris. Seine Serie „Europe 64“ erschien dann in Asahi Camera. Für seine gesammelten Arbeiten zu Europa „Yoroppa: seishi shita jikan“ (ヨロッパ: 静止した時間) – „Europa: wo die Zeit stehen geblieben ist“ erhielt er den „Preis des Kultusministers“ (文部大臣賞、Mombudaijin shō). 1970 ging er nach New York, wo er vier Jahre blieb. In der Zeit sammelte er Material in allen Teilen Amerikas und publizierte zwei Serien: „Ikiru yorokobi“ (生きる喜び) – „Die Lust zu leben“ und „Amerika no sora“ (アメリカの空) – „Der Himmel über Amerika“, die in „Camera Mainichi“ erschienen.
1974 waren Naraharas Werke in der Ausstellung „New Japanese Photography“ im Museum of Modern Art in New York zu sehen. 1978 wurde er zum Harlequin Festival in Frankreich eingeladen, wo er an einem Arbeitskreis teilnahm.
Naraharas Arbeiten sind im Besitz der  Nationalbibliothek Frankreichs.